# Chanute Air Force Base

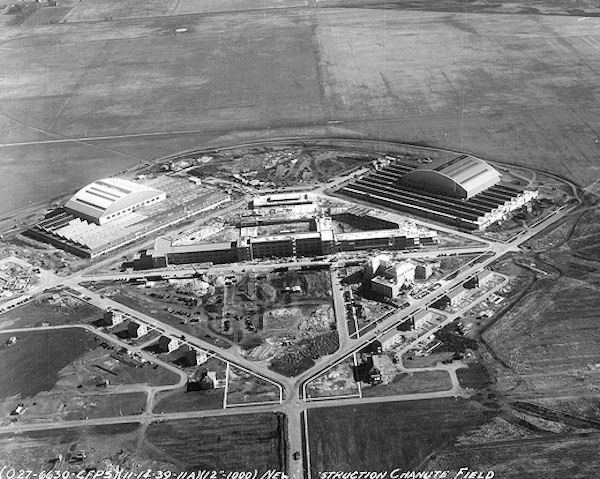
Chanute Air Force Base.

La Chanute Air Force Base est une ancienne base aérienne de l'United States Air Force (USAF) située à Rantoul en Illinois.